# Chthonerpeton arii
Espèce
Statut de conservation UICN

 DD  : Données insuffisantes
Chthonerpeton arii est une espèce de gymnophiones de la famille des Typhlonectidae.

## Répartition
Cette espèce est endémique de la municipalité de Limoeiro do Norte dans l'est de l'État de Ceará au Brésil. Elle se rencontre à environ 250 m d'altitude.

## Étymologie
Cette espèce est nommée en l'honneur d'Ari Santiago Lima-Verde.

## Publication originale
- Cascon & Lima-Verde, 1994 : Uma nova espécie de Chthonerpeton do nordeste brasileiro (Amphibia, Gymnophiona, Typhlonectidae). Revista Brasileira de Biologia, vol. 54, p. 549-553.